# Anthene juba
Anthene juba е вид пеперуда от семейство Синевки (Lycaenidae). Видът е незастрашен от изчезване.

## Разпространение
Разпространен е в Гана, Гвинея, Камерун, Кот д'Ивоар, Либерия и Нигерия.